# キガル島
キガル島（キガルとう、アレウト語: Kiigalux）とは、アリューシャン列島東部のフォックス諸島を構成する一つの島である。

## 地理
ウムナック島の南東沖に位置している幅約800mの無人島である。